# Ренет Симиренко

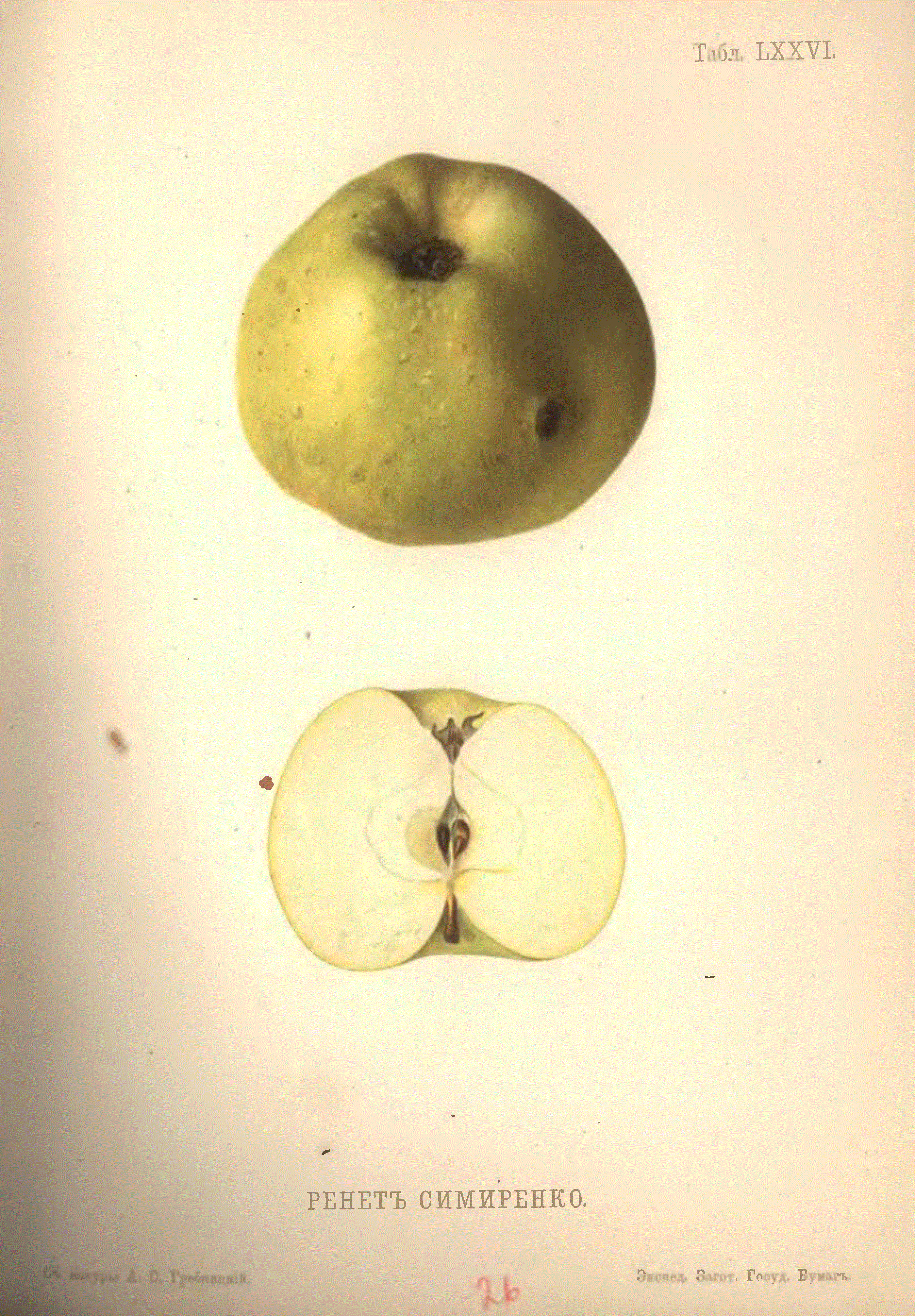
Ренет Симиренко. «Атлас плодов» под редакцией Адама Гребницкого, 1906

«Рене́т Симире́нко» — широко известный сорт яблони домашней.

## Происхождение
Происхождение неизвестно. Обнаружен помологом и садоводом Л. П. Симиренко в принадлежавших ему садах «Платонова хутора» вблизи села Млиева Киевской губернии Российской империи в 1880-х годах и назван в честь его отца П. Ф. Симиренко. По внешним признакам сходен с известным в прошлом сортом Зелёнка Вуда (англ. Wood’s Greening), но по вкусу значительно его превосходит.
Сам Л. П. Симиренко писал: «…старый ли это сорт, забытый на Западе, … быть может, это яблоко родилось от случайного посева зерна в садах „Платонова хутора“».
В настоящее время общепринято групповое название сортов — Ренет, хотя нередко встречается устаревшее название — «Ранет».

## Описание сорта
Зимний сорт, плоды светло-зелёные или ярко-зелёные, с многочисленными светлыми круглыми подкожными точками размером 2—5 мм. Форма плодов уплощённо округлая, от несколько конических до плоско-округлых, как у многих ренетов; плоды нередко асимметричны. Размер плодов средний или больше среднего, достигают крупного размера.
Мякоть белая, сочная, нежная. Плоды имеют винно-сладкий, несколько пряный вкус.
Сорт частично самоплодный, при самоопылении образуется от 3 до 11 % полноценной завязи. Однако степень самоплодности сорта является величиной непостоянной и зависит от факторов внешней среды.

## Распространение
«Реестр сортов растений Украины» рекомендует этот сорт к выращиванию во всех почвенно-климатических зонах (степи, лесостепи, полесье). Тем не менее его «не рекомендуют выращивать в Волынской, Львовской, Ровненской, Закарпатской, Ивано-Франковской и Сумской областях».
Включен в Государственный реестр России в 1947 году по Северо-Кавказскому (Краснодарский край и Республика Адыгея, Республика Дагестан, Кабардино-Балкарская Республика, Ростовская область, Республика Северная Осетия, Ставропольский край и Республика Карачаево-Черкесия, Чеченская Республика, Ингушская Республика) и Нижневолжскому (Астраханская область, Республика Калмыкия) регионам.

## Использование
Плоды потребляют в свежем и мочёном виде, широко используют для изготовления варенья и компотов.